# Fluor
Flúor (latinsko fluorum - latinski glagol fluere pomeni pretakati se), je kemijski element, ki ima v periodnem sistemu simbol F, leži v 7 skupini 2. periode. Njegovo atomsko število pa je 9 relativna atomska masa pa 19,0. To je strupen bledo rumen, enovalenten plinski halogen, ki je najbolj kemijsko reaktiven in elektro-negativen od vseh elementov. Zato ga v naravi nikoli ni v čisti obliki, le v spojinah. Tudi njegove spojine so tudi zelo agresivne. Fluorovodikova kislina razžre celo steklo ali običajne zaščitne rokavice (iz lateksa). Tudi na koži fluor in številne njegove spojine povzročajo opekline. Zato je kemija fluora izredno nevarna in zahteva strokovno usposobljenost.

## Uporaba fluora
Fluor se največ uporablja v jedrski industriji, saj z njegovo pomočjo ločita uranova izotopa U(235)in U(238). 
Zaradi visoke cene rafiniranja v čisti fluor se v večini komercialnih aplikacij uporabljajo fluorove spojine, pri čemer se približno polovica pridobljenega fluorita uporablja v jeklarstvu. Preostali del fluorita se pretvori v jedki vodikov fluorid na poti do različnih organskih fluoridov ali v kriolit, ki ima ključno vlogo pri prečiščevanju aluminija. Molekule, ki vsebujejo vez ogljik-fluor, imajo pogosto zelo visoko kemijsko in toplotno stabilnost; njihova glavna uporaba so hladilna sredstva, električna izolacija in posoda, zadnja kot PTFE (teflon). Farmacevtski izdelki, kot sta atorvastatin in fluoksetin, vsebujejo vezi C-F. Fluoridni ion iz raztopljenih fluoridnih soli zavira nastanek zobne gnilobe (kariesa) in se zato uporablja v zobni pasti in fluoriranju vode. Globalna fluorokemična prodaja znaša več kot 15 milijard ameriških dolarjev letno. 
Fluoroogljikovi plini so na splošno toplogredni plini s potencialom globalnega segrevanja, ki je od 100 do 23.500 krat večji od ogljikovega dioksida, pri čemer ima SF6 največji potencial globalnega segrevanja od katere koli znane snovi. Organofluorne spojine pogosto ostanejo v okolju zaradi močnih vezi ogljik-fluor. Fluor pri sesalcih nima znane presnovne vloge; nekaj rastlin in morskih gobic sintetizira organofluorove strupe (najpogosteje monofluoroacetate), ki pomagajo odvračati napadalce.
Fluoridni ioni so tudi v zobnih pastah, koristno je namreč, če z njimi nadomestimo hidroksi ione v mineralu apatitu, ki sestavlja zobno sklenino.Uporablja se tudi za ustvarjanje vročih plamenov (s plamenom vodika in fluora npr. se dosežejo 3700 C).

### Indeksirani sklici
- Cheng, H.; Fowler, D. E.; Henderson, P. B.; Hobbs, J. P.; Pascolini, M. R. (1999). »On the Magnetic Susceptibility of Fluorine«. The Journal of Physical Chemistry A. 103 (15): 2861–2866. Bibcode:1999JPCA..103.2861C. doi:10.1021/jp9844720.
- Cheng, K. K.; Chalmers, I.; Sheldon, T. A. (2007). »Adding Fluoride to Water Supplies« (PDF). BMJ. 335 (7622): 699–702. doi:10.1136/bmj.39318.562951.BE. PMC 2001050. PMID 17916854. Arhivirano iz prvotnega spletišča (PDF) dne 3. marca 2016. Pridobljeno 19. februarja 2021.
- Compressed Gas Association (1999). Handbook of Compressed Gases (4th izd.). Boston: Kluwer Academic Publishers. ISBN 978-0-412-78230-5.
- Chisté, V.; Bé, M. M. (2011). »F-18« (PDF).  V Bé, M. M.; Coursol, N.; Duchemin, B.; Lagoutine, F.;  in sod. (ur.). Table de radionucléides (poročilo). CEA (Commissariat à l'énergie atomique et aux énergies alternatives), LIST, LNE-LNHB (Laboratoire National Henri Becquerel/Commissariat à l'Energie Atomique). Pridobljeno 15. junija 2011.
- Jaccaud, M.; Faron, R.; Devilliers, D.; Romano, R. (2000). »Fluorine«. Ullmann's Encyclopedia of Industrial Chemistry. Weinheim: Wiley-VCH. str. 381–395. doi:10.1002/14356007.a11_293.
- Johnson, Linda A. (28. december 2011). »Against Odds, Lipitor Became World's Top Seller«. The Boston Globe. Pridobljeno 24. oktobra 2013.
- Haynes, William M., ur. (2011). Handbook of Chemistry and Physics (92nd izd.). Boca Raton: CRC Press. ISBN 978-1-4398-5511-9.{{navedi knjigo}}:  Vzdrževanje CS1: ref podvaja privzeto (povezava)
- Dean, John A. (1999). Lange's Handbook of Chemistry (15th izd.). New York: McGraw-Hill. ISBN 0-07-016190-9.
- Matsui, M. (2006). »Fluorine-containing Dyes«.  V Kim, Sung-Hoon (ur.). Functional dyes. Orlando: Academic Press. str. 257–266. ISBN 978-0-12-412490-5.
- Yaws, Carl L.; Braker, William (2001). »Fluorine«. Matheson Gas Data Book (7th izd.). Parsippany: Matheson Tri-Gas. ISBN 978-0-07-135854-5.
- Mackay, Kenneth Malcolm; Mackay, Rosemary Ann; Henderson, W. (2002). Introduction to Modern Inorganic Chemistry (6th izd.). Cheltenham: Nelson Thornes. ISBN 0-7487-6420-8.
- Macomber, Roger (1996). Organic chemistry. Zv. 1. Sausalito: University Science Books. ISBN 978-0-935702-90-3.